# Infernäl Mäjesty
Infernäl Mäjesty (v překladu pekelný majestát) je kanadská thrash metalová kapela založená v roce 1986 v Torontu. Mezi zakládající členy patřili Rick Nemes (bicí), Psycopath (baskytara), Kenny Hallman (kytara), Steve Terror (kytara) a Chris Bailey (vokály).
V roce 1984 vyšlo první stejnojmenné demo Infernäl Mäjesty a v roce 1987 první studiové album s názvem None Shall Defy. Svým debutem kapela ovlivnila začínající black/deathmetalovou scénu.

## Diskografie

### Demo nahrávky
- Infernäl Mäjesty (1986)
- Nigresent Dissolution (1988)
- Creation of Chaos (1992)

### Živá alba
- Chaos in Copenhagen (2000)

### Studiová alba
- None Shall Defy (1987)[3]
- Unholier Than Thou (1998)
- One Who Points to Death (2004)

### EP
- Demon God (2007)

### Split nahrávky
- Infernäl Mäjesty / Custom (1997) – společně s kapelou Custom
- The Official Demo Series Vol. 1 (1999) – společně s kapelami Dark Tranquillity a Hunger